# Цикл Брайтона
Цикл Бра́йтона (англ. Brayton cycle) або цикл Брайтона-Джоуля — термодинамічний цикл, що описує робочі процеси газотурбінного, турбореактивного та прямоточного повітряно-реактивного двигунів внутрішнього згоряння, а також газотурбінних двигунів зовнішнього згоряння із замкненим контуром газоподібного (однофазного) робочого тіла.

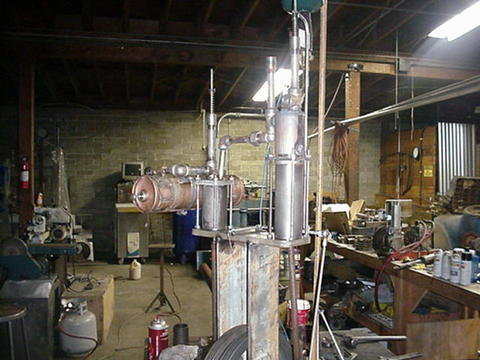
Діюча копія «Ready Motor» Дж. Брайтона

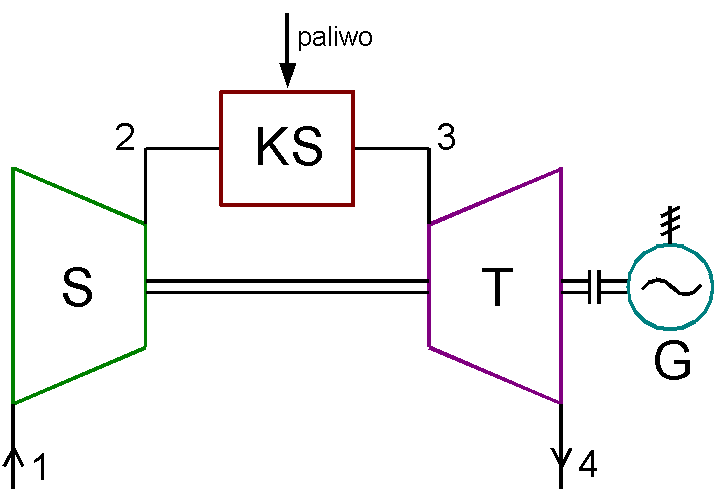
Схема газової турбіни, що працює за відкритим циклом: S — компресор; KS — камера згоряння; T — турбіна; G — електричний генератор

Схема газової турбіни, що працює за закритим циклом Брайтона: C — компресор; T — турбіна; W — нагрівник, M — холодильник, ~ підключений електрогенератор

Цикл названо на честь американського інженера Джорджа Брайтона (англ. George Brayton; 1830–1892), котрий сконструював поршневий двигун внутрішнього згоряння, що працював за цим циклом.
Іноді цей цикл називають також циклом Джоуля (Брайтона-Джоуля) — на честь англійського фізика Джеймса Джоуля, котрий першим провів класичні вимірювання механічного еквівалента теплоти.

## Історична довідка
У 1872 Брайтон запатентував двотактний, двоциліндровий двигун внутрішнього згоряння, який він назвав «Ready Motor», що можна перекласти як «двигун постійної готовності». Ця назва виправдовувалася тим, що двигун як пальне використовував гас. Тому він не потребував ні розігріву котла, як парові машини, ні у запуску газогенератора, як газовий двигун Ленуара. Один циліндр з поршнем у двигуні Брайтона виконував функцію компресора, що нагнітав повітря в камеру згоряння, у якій безупинно надходив і згорав гас, з утворенням гарячого газоподібного робочого тіла під тиском. Робоче тіло, через золотниковий механізм надходило в другий — робочий циліндр, поршень якого працював аналогічно, як і в паровій машині Дж. Ватта, обертаючи вал через кривошипно-шатунний механізм. Поршень компресора приводився в рух від валу з використанням кривошипно-шатунного механізму.
Двигун Брайтона мав набагато кращі показники питомої потужності і економічності, ніж двигун Ленуара, і йому не потрібна була система електричного запалювання, але була одна проблема, вдалого технічного рішення якої не вдавалося знайти — створення достатнього тиску в камері згоряння для початку роботи двигуна. У той же час з'явився двигун Н. Отто, який став домінуючим на ринку теплових двигунів, який витіснив всіх конкурентів, у тому числі і «Ready Motor».

## Прямий цикл Брайтона
Існує два типи циклу Брайтона:

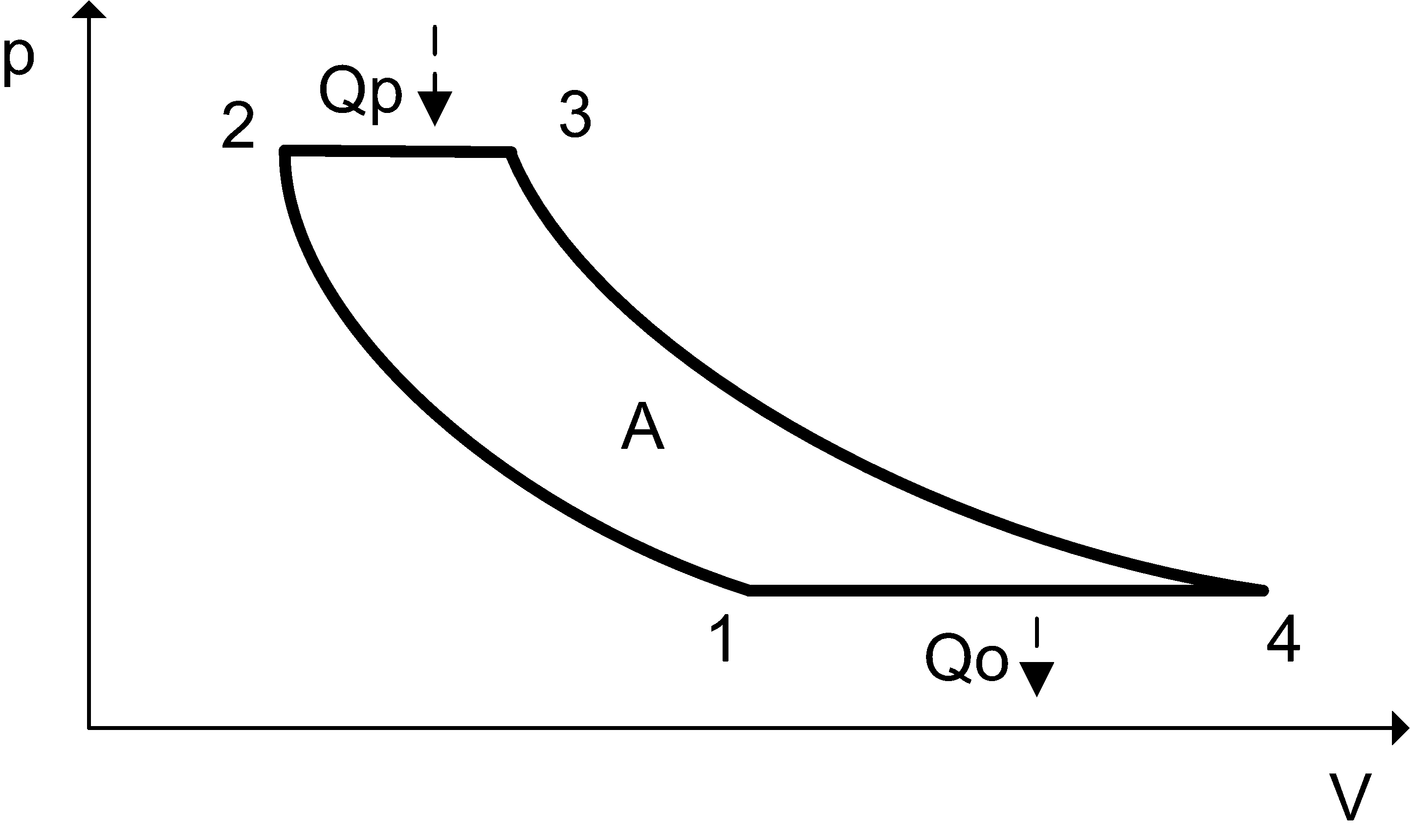
p-V-діаграма циклу Брайтона

T-s-діаграма циклу Брайтона
Ідеального (1—2—3—4—1)
Реального (1—2_{p}—3—4_{p}—1)

- відкритий з використанням камери внутрішнього згоряння із забиранням атмосферного повітря;
- закритий з використанням теплообмінника.

Ідеальний цикл Брайтона складається з процесів:
- 1—2 Ізоентропійне стиснення.
- 2—3 Ізобаричне підведення теплоти.
- 3—4 Ізоентропійне розширення.
- 4—1 Ізобаричне відведення теплоти.

Із врахуванням відмінностей реальних адіабатичних процесів розширення і стискання від ізоентропійних, будується реальний цикл Брайтона (1—2p—3—4p—1 на T-s діаграмі)
Термічний ККД ідеального циклу Брайтона прийнято описувати формулою: 

{\displaystyle \eta =1-{\frac {1}{\pi ^{\frac {k-1}{k}}}}}
де {\displaystyle \,\pi =p_{2}/p_{1}} — ступінь підвищення тиску в процесі ізоентропійного стискання (1—2);
{\displaystyle \,k} — показник адіабати (для повітря k = 1,4)

## Зворотний цикл Брайтона
Якщо здійснити обходження циклу Брайтона у зворотному напрямі — (1—4—3—2—1) можна отримати цикл холодильної машини, який називають також циклом Белла Колемана.
Оскільки відповідно до другого закону термодинаміки безпосереднє передавання тепла від тіла з нижчою температурою до тіла з вищою температурою неможливе, холодильний цикл Брайтона є здійснимим лише за умови, що температура холодильника є не нижчою від {\displaystyle \,T_{4}}, а температура нагрівника не є вищою від {\displaystyle \,T_{2}}.
Холодильні установки із замкнутим контуром газоподібного однофазного робочого тіла, що працюють за зворотним Брайтона, знайшли практичне застосування.